# Nada Saktay
Nada Saktay (Philbert Nada Saktay; * 4. August 1959) ist ein ehemaliger tansanischer Marathonläufer.
1990 wurde er jeweils Zweiter beim Göteborgsvarvet und bei der Maratona d’Italia. Einem fünften Platz bei der Maratona d’Italia 1991 folgten 1992 Siege bei den 20 van Alphen und beim Madrid-Marathon.
1994 gewann er den Lausanne-Marathon.

## Persönliche Bestzeiten
Seine persönlichen Bestzeiten sind:
- 10-km-Lauf: 28:30 min, 10. April 1993, Paderborn (Deutschland)[1]
- 15-km-Lauf: 45:44 min, 21. November 1993, Nijmegen (Niederlande)[2]
- 20-km-Straßenlauf: 58:47 min, 7. März 1992, Alphen aan den Rijn (Niederlande)[2]
- Halbmarathon: 1:01:56 h, 12. Mai 1990, Göteborg (Schweden)[1]
- Marathon: 2:11:56 h, 28. Oktober 1990, Carpi (Italien)[2]

## Ergebnisse
Eine Auswahl seiner Ergebnisse ist:
| Jahr | Ort               | Typ          | Rang | Zeit (h) |
| ---- | ----------------- | ------------ | ---- | -------- |
| 1988 | Stockholm         | Halbmarathon | 5    | 1:03:55  |
| 1989 | Arusha            | Marathon     | 2    | 2:15:40  |
| 1989 | Amsterdam         | Marathon     | 7    | 2:19:04  |
| 1990 | Arusha            | Halbmarathon | 1    | 1:04:26  |
| 1990 | Carpi             | Marathon     | 2    | 2:11:57  |
| 1991 | Pistoia           | Halbmarathon | 4    | 1:04:22  |
| 1991 | Madrid            | Marathon     | 11   | 2:18:06  |
| 1991 | Stockholm         | Marathon     | 3    | 2:15:24  |
| 1991 | Carpi             | Marathon     | 5    | 2:12:30  |
| 1992 | Marrakesch        | Marathon     | 5    | 2:15:11  |
| 1992 | Alphen            | 20-km-Lauf   | 1    | 0:58:47  |
| 1992 | Dresden           | 10-km-Lauf   | 2    | 0:28:37  |
| 1992 | Madrid            | Marathon     | 1    | 2:14:17  |
| 1992 | Moshi             | Halbmarathon | 3    | 1:03:14  |
| 1992 | Stockholm         | Marathon     | 14   | 2:25:17  |
| 1992 | Glasgow           | Halbmarathon | 4    | 1:04:08  |
| 1993 | Palermo           | Marathon     | 8    | 2:18:14  |
| 1994 | Arusha            | Halbmarathon | 3    | 1:03:20  |
| 1994 | Amsterdam         | Marathon     | 2    | 2:15:01  |
| 1994 | Lausanne          | Marathon     | 1    | 2:16:10  |
| 1995 | Arusha            | Halbmarathon | 1    | 1:03:42  |
| 1995 | Stockholm         | Marathon     | 4    | 2:15:58  |
| 1995 | Stockholm         | Halbmarathon | 5    | 1:03:15  |
| 1995 | Lausanne          | Marathon     | 4    | 2:21:18  |
| 1996 | Palma de Mallorca | Halbmarathon | 4    | 1:06:15  |
| 1997 | Arusha            | Marathon     | 5    | 2:17:12  |
| 1997 | Moshi             | Halbmarathon | 3    | 1:02:30  |
| 1999 | Arusha            | Halbmarathon | 8    | 1:04:59  |
| 1999 | Le Havre          | Marathon     | 2    | 2:18:03  |
| 1999 | Arusha            | Halbmarathon | 2    | 1:03.47  |
| 2000 | Arusha            | Halbmarathon | 4    | 1:05:04  |